# Heartful Japan
NPO Heartful Japan (jap. ハートフル・ジャパン で 国際親善, Hātofuru Japan kokusaishinzen) ist eine gemeinnützige Gruppe Freiwilliger in Tokio. Die Ziele der Gruppe sind unter anderem die Unterstützung des Fremdenverkehrs in den Städten und touristischen Erholungsorten Japans. Hauptsächlich erfolgt dies über Gespräche mit Touristen und der Hilfe bei Orientierungsproblemen und Wegfragen, z. B. Übersetzungen in den Tokioter Metrostationen.
Außerdem gibt die Organisation Japanern die Möglichkeit zum internationalen Austausch, frei von Alter, Geschlecht oder Nationalität. Heartful Japan nimmt an der Besuch-Japan-Kampagne teil, die durch das Ministerium für Land, Infrastruktur und Transport gefördert wird.